# 거창 이씨
거창 이씨(居昌李氏)는 전라남도 거창군을 본관으로 하는 한국의 성씨이다. 시조는 조선에서 문과에 병과로 급제한 이성곤(李性坤)이다.

## 참고 자료
- “거창이씨(居昌李氏)”. 뿌리를 찾아서.[깨진 링크(과거 내용 찾기)]